# Priest’s Leap

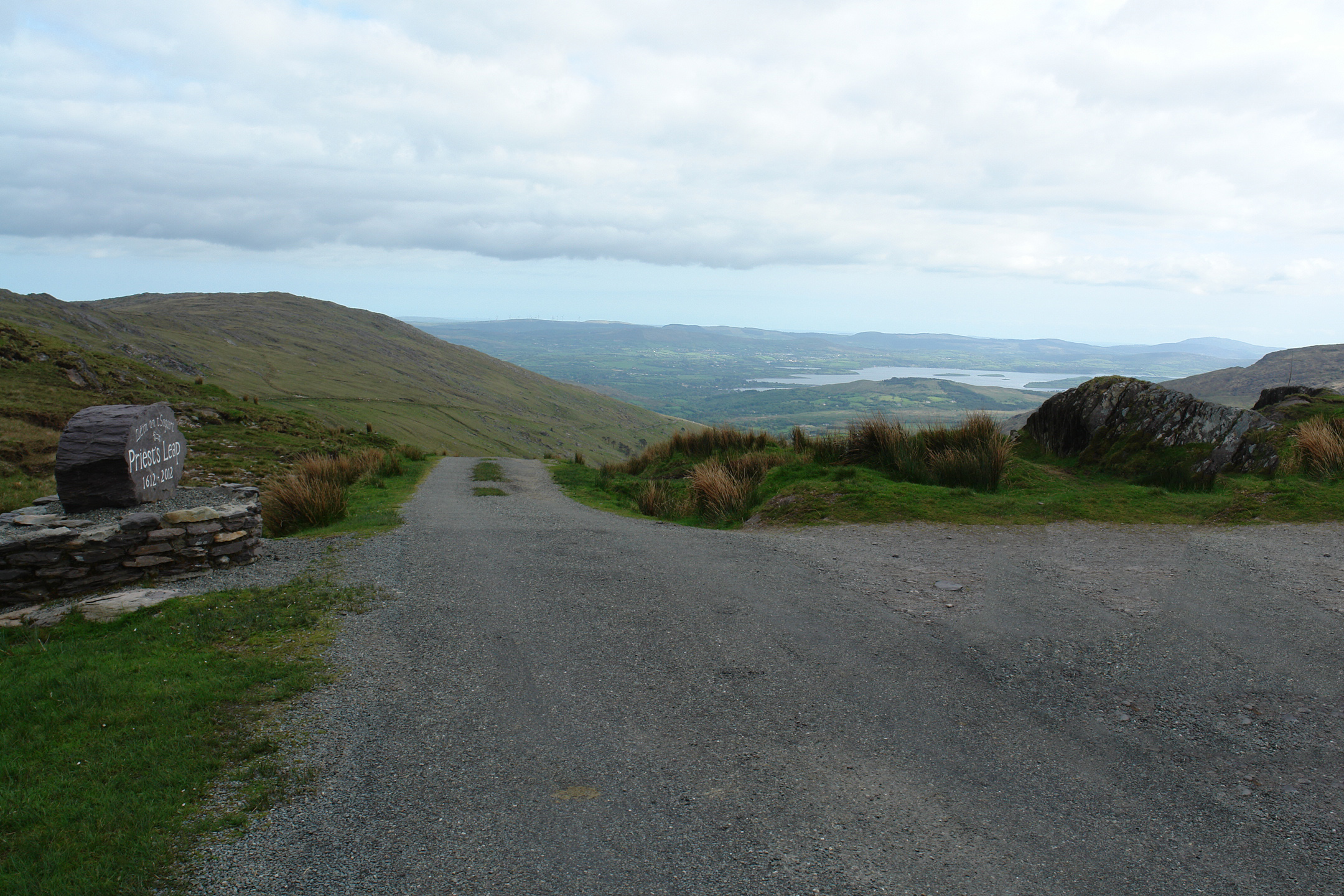
Priest’s Leap Passhöhe mit Blick nach Süden auf die Bantry Bay in Cork

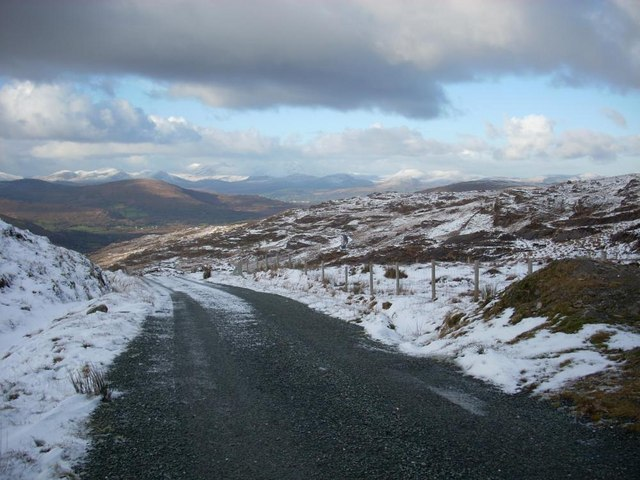
Priest’s Leap, Passhöhe mit Blick nach Norden nach Kerry

Priest’s Leap (englisch für „der Sprung des Priesters“, irisch Léim an tSagairt) ist eine nahezu gerade aber sehr steile einspurige Passstraße zwischen Coohola Bridge und Bonane östlich der weniger steilen Hauptstraße von Bantry nach Kenmare in Irland.

## Lage
Etwas unterhalb des Gipfels des 572 Meter hohen gleichnamigen Berges überquert sie die Grenze zwischen County Cork und County Kerry und ist die höchste Passstraße Irlands. Der einspurige Weg über Priest’s Leap ist sehr schmal, teilweise mit losem Rollsplit und einem Grünstreifen in der Mitte, und hat nördlich der Passhöhe einen sehr steilen Streckenabschnitt. Es gibt nur wenige Ausweichstellen, so dass bei Gegenverkehr möglicherweise rückwärts gefahren werden muss.

## Name
Nach der lokalen Überlieferung stammt der Name von einer Legende, in der ein Priester den ihn verfolgenden Soldaten durch einen wundersamen Sprung seines Pferdes von einem Felsvorsprung im Townland von Cummeenshrule in die Grafschaft Cork entkam. Die Verfolgung des Priesters begann im Townland von Killabunane, wo heute noch ein Felsen gesehen werden kann, der angeblich unter den Pfoten der verfolgenden Hunde schmolz. Der Fels, der so aussieht, als ob sich die Pfotenabdrücke tief eingedrückt hätten, liegt an der Hauptstraße nach Kenmare. Er wird Carraig na Gadharaigh genannt. Abdrücke von den Knien und Händen sowie den Hufen des Pferdes sind auf einem anderen Felsen ein paar Kilometer von Bantry zu finden, wo er nach seinem wundersamen Sprung gelandet sei.
In der Landkarte des Desmond Survey der Baronie Glanarought, die um 1600 erstellt wurde, wird der Pass bereits deutlich als The Priest’s Lepp vermerkt. Der Geschichtsforscher Caesar Otway erwähnt ihn in seinen 1827 erschienenen Skizzen vom Süden Irlands (Sketches of the south of Ireland), aber konnte nicht klar zurückverfolgen, um welchen Priester es sich handelte. Ihm zufolge handelte es sich entweder um einen Jesuitenbruder, Father Dominick Collins, der im Land Mitstreiter für die Verteidigung von Donal Cam O’Sullivan Beares Burg in Dunboy rekrutierte, und der sich tatsächlich 1602 während der Belagerung von Dunboy in diesem Gebiet aufgehalten hat. Er wurde im Verlauf der Belagerung gefangen und später hingerichtet. Er wurde am 27. September 1992 in Rom seliggesprochen. Andernfalls könnte es sich um den Jesuitenvater James Archer gehandelt haben, der ebenfalls in Dunboy involviert war. Beide Identifizierungen sind wahrscheinlich spätere literarische Einfälle, die auf einer bereits älteren Volkssage basieren, da die Erwähnung im Desmond Survey schon vor der Belagerung der Burg von Dunboy stattfand.